# Standard Terminal Arrival Route
En aviación, una STAR (Standard Terminal Arrival Route) es la ruta estándar de llegada terminal, el procedimiento publicado en el plan de vuelo IFR que siguen las aeronaves justo antes de llegar al aeropuerto de destino.

## Descripción
Una STAR por lo general empieza en el punto más alto de crucero o en el final de la ruta de vuelo y, acaba en la aproximación final hacia la pista de aterrizaje. 
La STAR está compuesta por un conjunto de puntos de transición y una descripción de la ruta (utilizando waypoints) mediante la cual llegar a un punto cercano al aeropuerto de destino. Una vez llegado al punto final, que se le conoce como IAF (en inglés: initial approach fix, punto de referencia de aproximación inicial) la aeronave sigue una aproximación por instrumentos IAP o es guiada por la estación de control de tráfico aéreo.
Algunos aeropuertos no tienen STAR publicadas ya que no es de obligatorio cumplimiento. No obstante, los aeropuertos relativamente grandes o de difícil acceso (por ejemplo, en zona montañosa) si que las tienen. A veces, varios aeropuertos de la misma zona comparten una única STAR por lo cual, los aviones destinados a cualquiera de los aeropuertos de esos grupos siguen el mismo recorrido hasta el IAF.
Las STAR pueden ser muy detalladas (como ocurre a menudo en Europa), lo que permite a los pilotos ir seguros y solos desde el descenso de la ruta hasta la aproximación donde el ATC se hace cargo de la llegada, o pueden ser de carácter más general (como pasa en los EE. UU.) proporcionando orientación al piloto que luego se complementa con instrucciones del ATC desde el principio.

## Nomenclatura
La manera de definir las STAR, su nomenclatura, varía según el país y la región. En Europa, se definen a menudo con el nombre del waypoint de transición seguido de un dígito que aumenta con cada revisión del procedimiento y, con una carta de designación de la pista con la que la STAR ha sido confeccionada. En los EE. UU., el procedimiento para las designaciones es menos rígido y simplemente toma como referencia alguna característica notable del procedimiento, un waypoint o su situación geográfica junto con un dígito que hace referencia a las revisiones. Así pues, una única STAR en los EE. UU. puede servir para múltiples pistas de aterrizaje y transiciones y en Europa en cambio, tienes más posibilidades de ser independiente para cada pista y transición.
No todas las STAR se definen para vuelos IFR. De vez en cuando se publican STAR para aproximaciones visuales, en cuyo caso especifican referencias visibles de tierra o cualquier punto de referencia visual en lugar de los waypoints o radioayudas de navegación.
- Datos: Q333017
- Multimedia: Standard terminal arrival routes / Q333017